# Албештій-де-Арджеш
Албештій-де-Арджеш (рум. Albeștii de Argeș) — комуна у повіті Арджеш в Румунії. До складу комуни входять такі села (дані про населення за 2002 рік):
- Албештій-Пеминтень (1709 осіб) — адміністративний центр комуни
- Албештій-Унгурень (2242 особи)
- Бретешть (495 осіб)
- Добля (244 особи)
- Доброту (998 осіб)
- Думірешть (159 осіб)
- Флорієнь (49 осіб)

Комуна розташована на відстані 141 км на північний захід від Бухареста, 42 км на північ від Пітешть, 119 км на північний схід від Крайови, 88 км на південний захід від Брашова.

## Населення
За даними перепису населення 2002 року у комуні проживали 5896 осіб, усі — румуни. Усі жителі комуни рідною мовою назвали румунську.
Склад населення комуни за віросповіданням:
| Релігія            | Кількість осіб | Відсоток |
| ------------------ | -------------- | -------- |
| православні        | 5821           | 98,7%    |
| лютерани           | 44             | 0,7%     |
| реформати          | 10             | 0,2%     |
| бретрени           | 10             | 0,2%     |
| адвентисти         | 8              | 0,1%     |
| римо-католики      | 2              | < 0,1%   |
| не вказали релігію | 1              | < 0,1%   |

## Зовнішні посилання
- Дані про комуну Албештій-де-Арджеш на сайті Ghidul Primăriilor [Архівовано 21 жовтня 2012 у Wayback Machine.]